# Вулиця Юхима Сіцінського
Ву́лиця Юхи́ма Сіці́нського — вулиця розташована в мікрорайоні Дубове, міста Хмельницького. Пролягає від вулиці Івана Франка до вулиці Гетьмана Мазепи.

## Історія
Виникла у другій половині XIX століття і від 1890-х років мала назву Підказармена — від місця розташування неподалік казарм Білгородського кавалерійського полку, який в 1880-ті роки передислокувався на території передмістя Дубове. У 1946 році, вулиця отримала назву на честь генерала Ватутіна. У 2016 році, в рамках декомунізації, вулиці надали ім'я Юхима Сіцінського — історика, археолога і культурно-громадського діяча Поділля, православного священника, члена Історичного товариства Нестора-літописця (від 1896), дійсного члена НТШ (від 1899) і Українського наукового товариства в Києві (від 1906), Київського товариства охорони пам'ятників старовини та мистецтва.

## Галерея

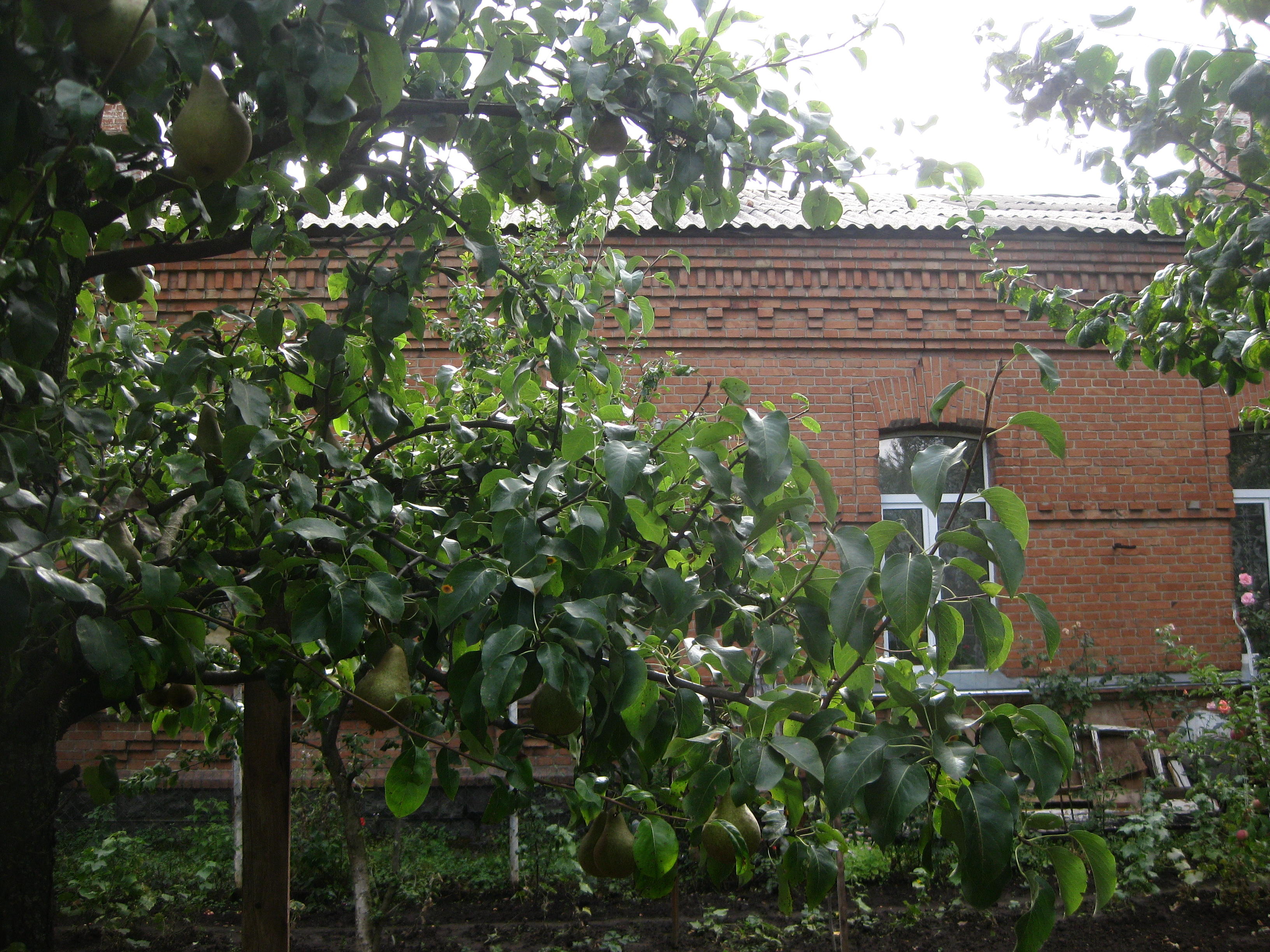
Сіцінського, 4
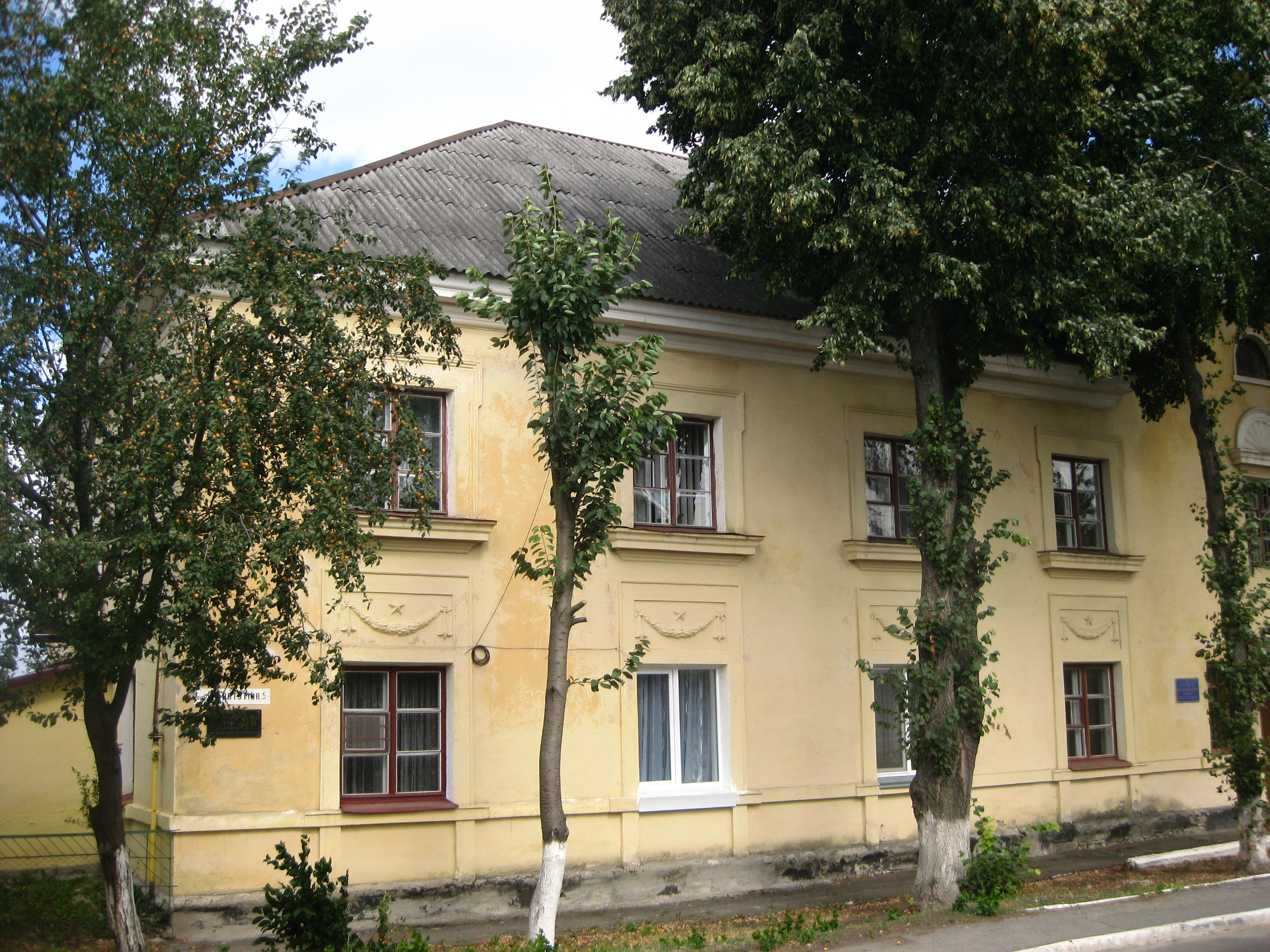
Колишній військовий суд
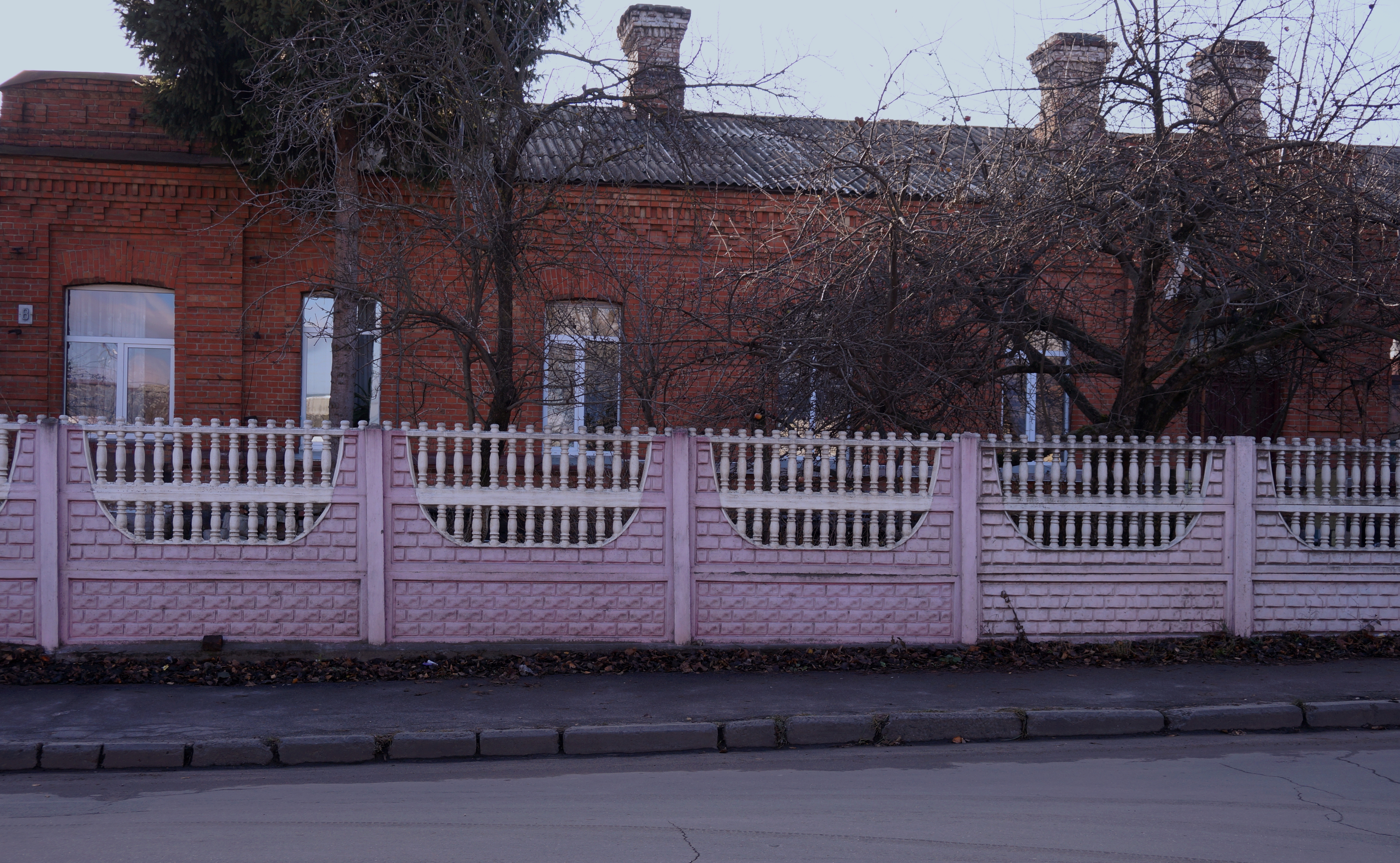
Сіцінського, 8